# 10458 Sfranke
10458 Sfranke è un asteroide della fascia principale. Scoperto nel 1978, presenta un'orbita caratterizzata da un semiasse maggiore pari a 2,3513854 UA e da un'eccentricità di 0,1883550, inclinata di 1,43781° rispetto all'eclittica.